# Miglena Seliška
Miglena Georgieva Seliška (in cirillico: Миглена Георгиева Селишка; trasl. angl.: Miglena Georgieva Selishka; Dupnica, 13 febbraio 1996) è una lottatrice bulgara, specializzata nella lotta libera e nella lotta sulla spiaggia.

## Palmarès
- Europei

Bucarest 2019: argento nella lotta libera 50 kg.
Roma 2020: oro nella lotta libera 50 kg.
Budapest 2022: argento nei 50 kg.
- Giochi europei

Minsk 2019: bronzo nella lotta libera 50 kg.
- Giochi mondiali sulla spiaggia

Doha 2019: bronzo nella lotta sulla spiaggia 50 kg.